# Faculté libre en France
En France, une faculté libre est une forme d'établissement d'enseignement supérieur privé tel que défini par l'article L731-5 du Code de l'éducation.
Si certaines d'entre elles ont une existence indépendante, la plupart des facultés libres sont les composantes disciplinaires des instituts catholiques. Organismes à but non lucratif participant au service public, plusieurs facultés libres ont également été associées ou intégrées aux universités d'État.

## Définition
Un établissement d'enseignement supérieur privé français peut prendre le nom de faculté libre, protégé par la loi du 12 juillet 1875, suivi de l'indication de leur spécialité disciplinaire, à condition qu'il soit composé d'au moins le même nombre de professeurs pourvus du grade universitaire de docteur que les établissements de l'État qui comptent le moins d'emplois de professeurs des universités.
Selon le Code de l'éducation, un établissement d'enseignement supérieur privé peut prendre le nom de faculté libre de lettres, de sciences et de droit à condition qu'il respecte un nombre suffisant de salles de cours et de conférences pour au moins cent étudiants et une bibliothèque spéciale. Dans le cas d'une faculté des sciences, il doit posséder des laboratoires de physique et de chimie, des cabinets de physique et d'histoire naturelle « en rapport avec les besoins de l'enseignement supérieur ».

### Liens avec l'État
Au même titre que les autres établissements d'enseignement supérieur privés à but non lucratif, les facultés libres concourant aux missions de service public de l'enseignement supérieur peuvent demander à être reconnus par l'État en tant qu'établissements d'enseignement supérieur privés d'intérêt général (EESPIG) à la suite d'un arrêté du ministre de l'Enseignement supérieur et de la Recherche et après avis du Comité consultatif pour l'enseignement supérieur privé (CCESP), tel que défini à l'article L732-1 du Code de l'éducation.

## Historique
Le 31 juillet 1871, une proposition de loi sur la liberté de l'enseignement supérieur est présentée par la volonté de mettre fin au monopole de l'État sur l'enseignement supérieur. Le 12 juillet 1875, la loi relative à la liberté de l'enseignement supérieur est adoptée par la Chambre des députés,. Le 18 mars 1880, la loi relative à la liberté de l'enseignement supérieur déposée par Jules Ferry en mars 1879 rétablit notamment le monopole des « facultés de l'État » sur la collation des grades universitaires.
Certaines facultés libres ont précédé les facultés de l'État, comme à Limoges, et ont ensuite été associées ou fusionnées avec les établissements publics. Par exemple, en 1971, la faculté libre de droit de Valence est créée dans le cadre de l'enseignement supérieur privé. Après avoir été rattachée par convention, elle est intégrée au sein de l'université Pierre-Mendès-France de Grenoble en tant que département universitaire.

## Liste des facultés libres

### Actuelles
- les facultés libres de l'Ouest, créées en 1875, constitutives de l'université catholique de l'Ouest ;
- la faculté libre de droit de Lille, créée en 1875, intégrée à l'université catholique de Lille ; et son antenne d'Issy-les-Moulineaux, créée en 2013.
- la faculté libre de droit de Toulouse, créée en 1877 et fondatrice de l'institut catholique de Toulouse ;
- la faculté libre de médecine de Lille, créée en 1876, intégrée à l'université catholique de Lille ;
- la faculté libre des lettres et sciences humaines de Lille, créée en 1876, intégrée à l'université catholique de Lille ;
- la faculté libre de théologie protestante de Paris, créée en 1877 ;
- la faculté libre de théologie évangélique de Vaux-sur-Seine, créée en 1965 ;
- la faculté libre de droit, d'économie et de gestion de Paris (dite « FACO »), créée en 1968 ;
- les facultés libres de philosophie et de psychologie, créées en 1969 à Paris ;
- la faculté libre de théologie réformée, créée en 1974 à Aix-en-Provence ;

### Anciennes
- la faculté libre de droit de Valence, créée en 1971 et intégrée en 1996 à l'université Pierre-Mendès-France - Grenoble-II ;
- la faculté libre de droit de Limoges, créée en 1920, associée à l'université de Poitiers en 1927, puis devenue l'université de Limoges en 1968[9] ;
- la faculté libre des sciences de la communication de Levallois-Perret, créée en 1980, est devenue l'European Communication School (ECS) et l'Institut européen de journalisme (IEJ) en 2008 ;
- l'École libre des sciences politiques, dite « Sciences Po » (ou faculté libre des sciences politiques à l'état de projet[10]), créée en 1871, puis nationalisée et intégrée en 1945 à l'université de Paris ;
- le Collège libre des sciences sociales, fondé en 1895 ;